# Szerzeteslapát (fegyver)

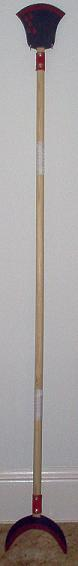
Kínai szerzetes-lapát

A szerzeteslapát (egyszerűsített kínai: 月牙铲; hagyományos kínai: 月牙鏟; pinjin: yuèyáchǎn) más néven shaolin ásó, vagy félhold lapát (kínai elnevezés tükörfordítása), egy kínai rúdfegyver, amely egy hosszú rúdból áll, melynek egyik végén egy lapos, ásószerű penge, a másik végén pedig egy kisebb, félhold alakú penge található. Egyik pengét sem úgy tervezték, hogy élezni lehessen. A régi Kínában a buddhista szerzetesek gyakran vittek magukkal ásót (lapátot), amikor utaztak. Egyik célja, ha útközben egy holttestre bukkantak, azt megfelelően, buddhista szertartás szerint eltemethették, és emellett a nagyméretű eszköz fegyverként szolgálhatott a banditák elleni védekezéshez. A sarlót a kisebb-nagyobb ragadozók, például a vadkutyák és a leopárdok elleni védekezésre tervezték. Használatának módja az állat sakkban tartása úgy, hogy a félholdat az állat nyakához helyezik, és szükség esetén ellökik.

## Látsd még
- Khakkhara
- Sasumata

## Fordítás
Ez a szócikk részben vagy egészben  a   Monk's spade című angol Wikipédia-szócikk ezen változatának fordításán alapul.  Az eredeti cikk szerkesztőit annak laptörténete sorolja fel. Ez a jelzés csupán a megfogalmazás eredetét és a szerzői jogokat jelzi, nem szolgál a cikkben szereplő információk forrásmegjelöléseként.